# Захаренко, Александр Антонович
Александр Антонович Захаренко (укр. Олександр Антонович Захаренко; 1937—2002) — советский, украинский педагог, один из основателей педагогики сотрудничества, общественный деятель. Народный учитель СССР (1983). Член-корреспондент АПН СССР (1989), действительный член АПН Украины (1992), действительный член РАО (1999).

## Биография
Родился в городе Каменка (ныне — Черкасская область, Украина)
Окончил физико-математический факультет Черкасского государственного педагогического института (1959) и получил назначение на работу в село Сахновку Корсунь-Шевченковского района Черкасской области. После службы в Советской Армии возвратился (1964) в школу.
До 1966 года работал учителем математики и физики в Сахновской школе, с 1966 года был назначен её директором. На этой должности проработал более 35 лет. За этот период ему удалось воплотить в жизнь много педагогических идей, обретших статус новаторских. Он создал новую систему гражданского, семейного и трудового воспитания, реализовал идею школы-семьи, школы, жизнь которой тесно переплеталось с жизнью села, его историей. Под его руководством была создана «Энциклопедия школьного рода» (в 4-х томах), изданная в 2000 году.
В Сахновской школе по его инициативеи благодаря общим усилиям родителей и общественности, были построены учебно-спортивный комплекс, танцевальный зал, игровые комнаты, бассейны, культурно-музейный центр, обсерватория, создан музей села, основана школьная многотиражная газета.
Депутат Совета Союза Верховного Совета СССР 11 созыва (1986—1989) от Черкасской области. Депутат Верховного Совета Украинской ССР. Народный депутат СССР.
Умер 30 апреля 2002 года в селе Сахновка Корсунь-Шевченковского района Черкасской области Украины.

## Награды и звания
- Заслуженный учитель Украинской ССР (1974)
- Народный учитель СССР (1983)
- Орден Ленина
- Орден «Знак Почёта»
- Медаль «За трудовое отличие»
- Медаль «За доблестный труд. В ознаменование 100-летия со дня рождения Владимира Ильича Ленина»
- Медаль А. С. Макаренко
- Знак «Отличник просвещения СССР»

## Память
- После его смерти Сахновской школе был предоставлен официальный статус «Авторская школа А. А. Захаренко» (2002), а пять лет спустя Министерство образования и науки Украины основало медаль имени Александра Захаренко (2007).
- В 2008 году по проекту архитектора Л. С. Кондратского в Сосновке был создан "музей народного учителя СССР Александра Захаренко".
- В честь 75-й годовщины со дня рождения педагога 2 февраля 2012 года в Черкассах состоялись Х Международные юбилейные Захаренковские научные чтения «Научно-педагогическое наследие Александра Антоновича Захаренко как источник воспитания молодого поколения»[1].